# 維克多·維斯科沃
維克多·蘭斯·維斯科沃（英語：Victor Lance Vescovo，1966年2月10日—）是一位美國私募股權投資者、退役海軍軍官、亞軌道太空飛行參與者和海底探險家。他是私募股權公司Insight Equity Holdings的共同創辦人和經理合夥人。韋斯科沃通過到達北極和南極並攀登七大洲最高峰，實現了探險家大滿貫，隨後在2018年至2019年的「Five Deeps Expedition」中參訪了地球五大洋的最深處。

## 早期生涯
維斯科沃在德克薩斯州的達拉斯市長大，畢業於聖馬克中學。他在史丹佛大學獲得了經濟學和政治學的學士學位，並在麻省理工學院獲得了國防和軍控研究（政治學）的碩士學位，以及在哈佛商學院獲得了工商管理碩士學位，並成為貝克學者。

## 軍事服務
維斯科沃在美國海軍預備役中擔任情報官，共服役20年，並於2013年以中校的軍銜退役。

## 深海探險

### 五大洋深潛探險
2018年，維斯科沃發起了五大洋深潛探險計劃（Five Deeps Expedition），旨在2019年9月底之前潛至世界五大洋的最深處。這次探險被拍攝成動物星球頻道的紀錄片系列《潛入最深海》（Expedition Deep Ocean）。在提前一個月完成目標的情況下，探險隊在每個地點進行了生物採樣和深度確認。除了潛至五大洋的最深處外，探險隊還潛至地平線深淵和塞雷娜深淵，並對迪亞曼蒂納斷層帶進行了測繪。
2018年12月，維克多駕駛限制因子號潛艇，下潛8376公尺到達大西洋最深處 — 波多黎各海溝，成為全世界第一位到達該處的人。該下潛任務也是五大洋深潛探遠征的首站。

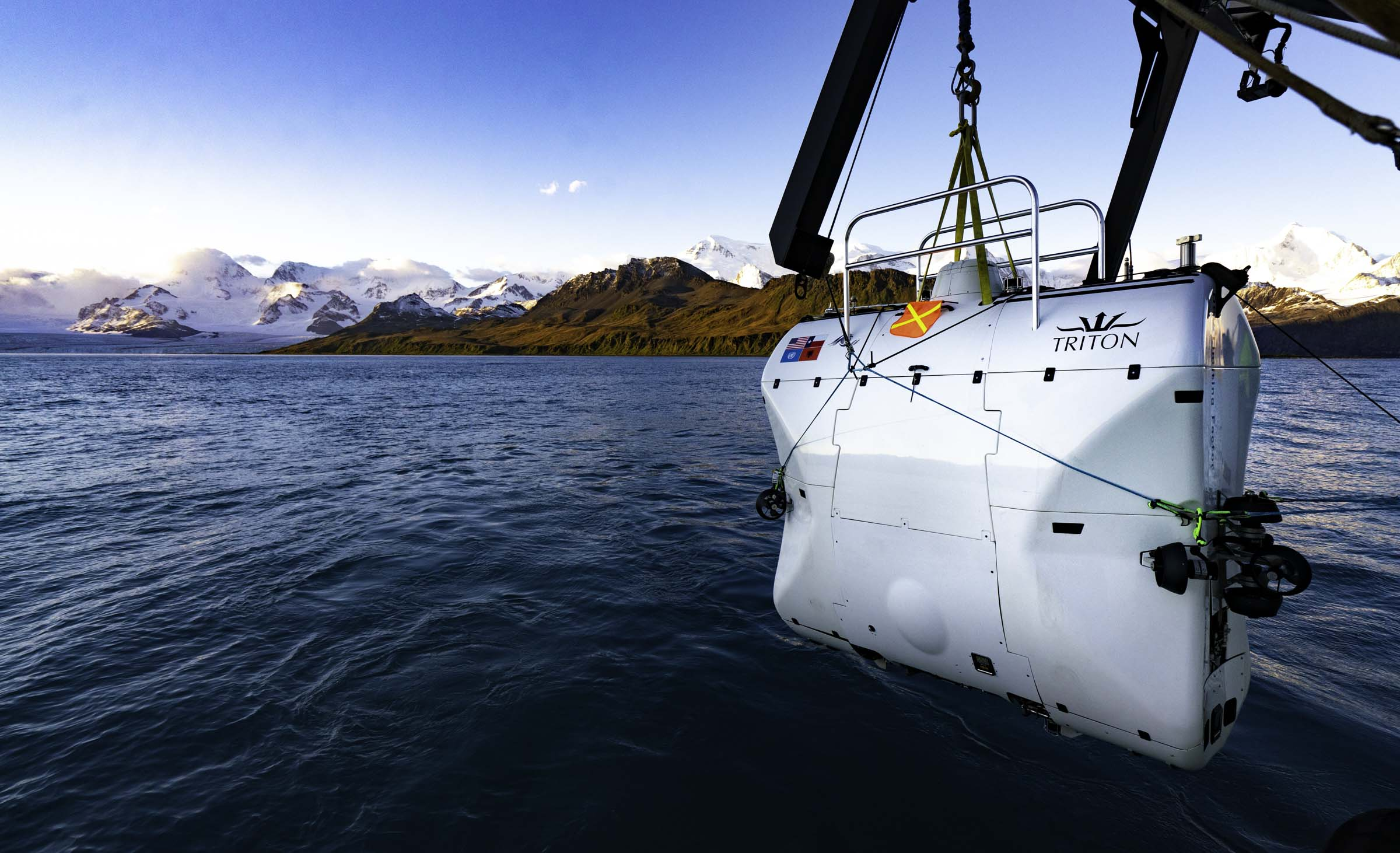
測試中的限制因子號（DSV Limiting Factor）

2019年2月4日，維克多成為第一位到達南冰洋最深處的人，位於南桑德韋奇海溝南部，深達7433公尺。維克多的團隊在此次行動中使用康斯堡EM124多束聲納完成該海溝地圖的精準繪製。
2019年4月16日，維克多同樣駕駛限制因子號，下潛至峇厘島南方的爪哇海溝，抵達印度洋底部，位於海平面下7192公尺。此次下潛後，崔坦潛水艇公司（限制因子號的製造商）執行長派翠克·萊西和遠征隊首席科學家艾倫·傑敏森博士執行第二次下潛。團隊在印度洋底部發現一些全新物種：包括深海獅子魚和一未知種類的海鞘。此外，他們也使用多束聲納測繪迪亞曼蒂納斷層帶，確認爪哇海溝中部為印度洋最深處。
2019年4月28日，維克多下潛將近11公里抵達馬里亞納海溝的挑戰者深淵，蓋處也是全球海洋最深處。在第一次下潛，維克多駕駛限制因子號至10928公尺深，以16公尺差距打破唐納德·沃爾什和雅克·皮卡爾在1960年的紀錄（10912公尺）。團隊在該年4月28日至5月5日間，對挑戰者深淵進行四次下潛。5月1日，維克多進行第二次下潛，成為第一位造訪挑戰者深淵兩次的人。維克多在下潛過程遇到一隻於8000公尺深的獅子魚與一隻7000公尺深的螠蟲，為該物種被目擊的最大深度。此外，團隊發現至少3種全新海洋生物，也在挑戰者深淵發現疑似塑膠污染。5月7日，維克多與傑敏森進行第一次載人下潛至塞雷娜深淵，其位於挑戰者深淵東北方206公里處。兩人在該深淵停留176分鐘，並從深淵帶回地函岩石樣本。
2019年6月10日，維克多到達東加海溝地平線深淵的底部，確認該處為全球第二深、南半球最深點，位於海平面下10823公尺。經過這次下潛，維克多已造訪全球前三深的深淵。不同於爪哇和馬里亞納海溝，團隊沒有在地平線深淵發現人為污染，因此該處被描述為「實質的淨土」（“completely pristine”）。
2019年8月24日，維克多下潛5550公尺，抵達北極海底部的馬洛伊深淵（Molloy Deep），並成為到達該處的第一人。此次下潛也象徵五大洋深潛探險計畫的完成。

## 太空旅遊
2022年，維克多參與藍色起源NS-21任務，搭乘新雪帕德火箭短暫造訪太空。富比世雜誌點評維克多：「第一個征服聖母峰、探訪最深淵，以及飛往最邊疆的人」（“First to Climb Everest, Visit Ocean’s Deepest Depth And Fly to The Final Frontier”）。